# Espacio barrilado
En análisis funcional y en otras áreas matemáticas, un espacio barrilado es un espacio vectorial topológico (EVT) para el que cada conjunto barrilado en el espacio es un entorno del elemento cero.
Un conjunto barrilado o un barril en un espacio vectorial topológico es un conjunto que es convexo, equilibrado, absorbente y cerrado.
Los espacios barrilados se estudian porque todavía se les aplica una forma del principio de acotación uniforme. Este concepto fue introducido en 1950 por el colectivo de matemáticos franceses conocido bajo el nombre de Nicolas Bourbaki.

## Barriles
Un subconjunto equilibrado y convexo de un espacio vectorial real o complejo se denomina disco y se dice que tiene forma de disco, si es absolutamente convexo o equilibrado convexo.
Un barril
 o un conjunto barrilado
 en un espacio vectorial topológico (EVT) es un subconjunto que es un disco cerrado y absorbente; es decir, un barril es un subconjunto convexo, equilibrado, cerrado y absorbente.
Cada barril debe contener el origen. Si {\displaystyle \dim X\geq 2} y si {\displaystyle S} es cualquier subconjunto de {\displaystyle X,} entonces {\displaystyle S} es un conjunto convexo, equilibrado y absorbente de {\displaystyle X} si y solo si todo esto es cierto para {\displaystyle S\cap Y} en {\displaystyle Y} para cada subespacio vectorial {\displaystyle 2}-dimensional {\displaystyle Y;}, por lo tanto, si {\displaystyle \dim X>2} entonces se cumple el requisito de que un barril sea un subconjunto cerrado de {\displaystyle X}, y es la única propiedad definitoria que no depende únicamente de subespacios vectoriales de dimensión {\displaystyle 2} (o inferior) de {\displaystyle X.}
Si {\displaystyle X} es cualquier EVT, entonces cada entorno cerrado, convexo y equilibrado del origen es necesariamente un barril en {\displaystyle X} (porque cada entorno del origen es necesariamente un subconjunto absorbente). De hecho, cada espacio localmente convexo tiene en su origen una base de entornos formada íntegramente por barriles. Sin embargo, en general, en este caso podrían existir barriles que no sean entornos del origen. Los "espacios con barriles" son exactamente aquellos EVT en los que cada barril es necesariamente un entorno del origen. Cada espacio vectorial topológico de dimensión finita es un espacio barrilado, por lo que ejemplos barrilados que no son entornos del origen solo se pueden encontrar en espacios de dimensión infinita.

### Ejemplos de barrilados y no barrilados
El cierre de cualquier subconjunto convexo, equilibrado y absorbente es barrilado. Esto se debe a que el cierre de cualquier subconjunto convexo (respectivamente, cualquier subconjunto equilibrado o absorbente) tiene esta misma propiedad.
Una familia de ejemplos: Supóngase que {\displaystyle X} es igual a {\displaystyle \mathbb {C} } (si se considera un espacio vectorial complejo) o igual a {\displaystyle \mathbb {R} ^{2}} (si se considera un espacio vectorial real). Independientemente de si {\displaystyle X} es un espacio vectorial real o complejo, cada barril en {\displaystyle X} es necesariamente un entorno del origen (por lo que {\displaystyle X} es un ejemplo de un espacio barrilado). Sea {\displaystyle R:[0,2\pi )\to (0,\infty ]} cualquier función y para cada ángulo {\displaystyle \theta \in [0,2\pi ),} sea {\displaystyle S_{\theta }} el segmento de recta cerrado desde el origen hasta el punto {\displaystyle R(\theta )e^{i\theta }\in \mathbb {C} .} Sea {\textstyle S:=\bigcup _{\theta \in [0,2\pi )}S_{\theta }.} Entonces, {\displaystyle S} es siempre un subconjunto absorbente de {\displaystyle \mathbb {R} ^{2}} (un espacio vectorial real) pero es un subconjunto absorbente de {\displaystyle \mathbb {C} } (un espacio vectorial complejo) si y solo si es un entorno del origen. Además, {\displaystyle S} es un subconjunto equilibrado de {\displaystyle \mathbb {R} ^{2}} si y solo si {\displaystyle R(\theta )=R(\pi +\theta )} para cada {\displaystyle 0\leq \theta <\pi } (si este es el caso, entonces {\displaystyle R} y {\displaystyle S} están completamente determinados por los valores de {\displaystyle R} en {\displaystyle [0,\pi )}) pero {\displaystyle S} es un subconjunto equilibrado de {\displaystyle \mathbb {C} } si y solo es una bola abierta o cerrada centrada en el origen (de radio {\displaystyle 0<r\leq \infty }). En particular, los barriles en {\displaystyle \mathbb {C} } son exactamente esas bolas cerradas centradas en el origen con radio en {\displaystyle (0,\infty ].} Si {\displaystyle R(\theta ):=2\pi -\theta }, entonces {\displaystyle S} es un subconjunto cerrado absorbente en {\displaystyle \mathbb {R} ^{2}}, pero no es absorbente en {\displaystyle \mathbb {C} ,} y tampoco es ni convexo, ni equilibrado, ni entorno del origen en {\displaystyle X.} Mediante una elección adecuada de la función {\displaystyle R,} también es posible que {\displaystyle S} sea un subconjunto de {\displaystyle \mathbb {R} ^{2}} equilibrado y absorbente pero que no es ni cerrado ni convexo. Para que {\displaystyle S} sea un subconjunto de {\displaystyle \mathbb {R} ^{2}} equilibrado, absorbente y cerrado que no sea convexo ni un entorno del origen, defínase {\displaystyle R} en {\displaystyle [0,\pi )} como sigue: para {\displaystyle 0\leq \theta <\pi ,} sea {\displaystyle R(\theta ):=\pi -\theta } (alternativamente, puede ser cualquier función positiva en {\displaystyle [0,\pi )} que sea continuamente diferenciable, lo que garantiza que {\textstyle \lim _{\theta \searrow 0}R(\theta )=R(0)>0} y que {\displaystyle S} esté cerrado, y que también satisfaga que {\textstyle \lim _{\theta \nearrow \pi }R(\theta )=0,} lo que evita que {\displaystyle S} sea un entorno del origen), y luego extiéndase {\displaystyle R} a {\displaystyle [\pi ,2\pi )} definiendo {\displaystyle R(\theta ):=R(\theta -\pi ),} lo que garantiza que {\displaystyle S} esté equilibrado en {\displaystyle \mathbb {R} ^{2}.}

### Propiedades de los barriles
- En cualquier espacio vectorial topológico (EVT) {\displaystyle X,} cada barril en {\displaystyle X} absorbe cada subconjunto compacto convexo de {\displaystyle X.}[2]
- En cualquier EVT de Hausdorff localmente convexo {\displaystyle X,} cada barril en {\displaystyle X} absorbe cada subconjunto completo acotado convexo de {\displaystyle X.}[2]
- Si {\displaystyle X} es localmente convexo, entonces un subconjunto {\displaystyle H} de {\displaystyle X^{\prime }} está acotado por {\displaystyle \sigma \left(X^{\prime },X\right)} si y solo si existe un barril {\displaystyle B} en {\displaystyle X} tal que {\displaystyle H\subseteq B^{\circ }.}[2]
- Sea {\displaystyle (X,Y,b)} un emparejamiento, y sea {\displaystyle \nu } una topología localmente convexa en {\displaystyle X} consistente con la dualidad. Entonces, un subconjunto {\displaystyle B} de {\displaystyle X} es un barril en {\displaystyle (X,\nu )} si y solo si {\displaystyle B} es el polar de algún subconjunto acotado por {\displaystyle \sigma (Y,X,b)} de {\displaystyle Y.}[2]
- Supóngase que {\displaystyle M} es un subespacio vectorial de codimensión finita en un espacio localmente convexo {\displaystyle X} y {\displaystyle B\subseteq M.} Si {\displaystyle B} es un barril (respectivamente, barril bornívoro, disco bornívoro) en {\displaystyle M}, entonces existe un barril (respectivamente, barril bornívoro, disco bornívoro) {\displaystyle C} en {\displaystyle X} tal que {\displaystyle B=C\cap M.}[3]

## Caracterizaciones de espacios barrilados
Denótese por {\displaystyle L(X;Y)} el espacio de aplicaciones lineales continuas de {\displaystyle X} a {\displaystyle Y.}
Si {\displaystyle (X,\tau )} es un espacio vectorial topológico (EVT) de Hausdorff con espacio dual {\displaystyle X^{\prime }}, entonces los siguientes enunciados son equivalentes:
1. {\displaystyle X} es barrilado.
2. Definición : Cada barril en {\displaystyle X} es un entorno del origen.
  - Esta definición es similar a una caracterización de los EVT de Baire probada por Saxon [1974], quien demostró que un EVT {\displaystyle Y} con una topología que no sea la topología no discreta es un espacio de Baire si y solo si cada subconjunto equilibrado absorbente es un entorno de algún punto de {\displaystyle Y} (no necesariamente el origen).[3]
3. Para cualquier EVT {\displaystyle Y} de Hausdorff, cada subconjunto acotado puntualmente de {\displaystyle L(X;Y)} es equicontinuo.[4]
4. Para cualquier espacio F {\displaystyle Y}, todo subconjunto acotado puntualmente de {\displaystyle L(X;Y)} es equicontinuo.[4]
  - Un espacio F es un EVT metrizable completo.
5. Cada operador lineal cerrado desde {\displaystyle X} hasta un EVT metrizable completo es continuo.[5]
  - Una aplicación lineal {\displaystyle F:X\to Y} se llama cerrada si su grafo es un subconjunto de {\displaystyle X\times Y.}
6. Cada topología en un EVT de Hausdorff {\displaystyle \nu } {\displaystyle X} que tiene una base de entornos en el origen que consta de un conjunto cerrado {\displaystyle \tau } es más larga que {\displaystyle \tau .}[6]

Si {\displaystyle (X,\tau )} es un espacio localmente convexo, esta lista de sentencias puede ampliarse añadiendo:
1. Existe un EVT {\displaystyle Y} que no lleva la topología no discreta (en particular, {\displaystyle Y\neq \{0\}}) tal que cada subconjunto acotado puntualmente de {\displaystyle L(X;Y)} es equicontinuo.[3]
2. Para cualquier EVT localmente convexo {\displaystyle Y,} cada subconjunto acotado puntualmente de {\displaystyle L(X;Y)} es equicontinuo.[3]
  - De las dos caracterizaciones anteriores se deduce que en la clase de EVTs localmente convexos, los espacios barrilados son exactamente aquellos para los cuales se cumple el principio de acotación uniforme.
3. Cada subconjunto acotado por {\displaystyle \sigma \left(X^{\prime },X\right)} del espacio dual continuo {\displaystyle X} es equicontinuo (esto proporciona un inverso parcial al principio de acotación uniforme).[3][7]
4. {\displaystyle X} porta la topología dual fuerte {\displaystyle \beta \left(X,X^{\prime }\right).}[3]
5. Cada seminorma semicontinua por debajo en {\displaystyle X} es continua.[3]
6. Cada aplicación lineal {\displaystyle F:X\to Y} en un espacio localmente convexo {\displaystyle Y} es casi continua.[3]
  - Una aplicación lineal {\displaystyle F:X\to Y} se llama casi continua

 si para cada entorno {\displaystyle V} del origen en {\displaystyle Y,} el cierre de {\displaystyle F^{-1}(V)} es un entorno del origen en {\displaystyle X.}
7. Toda aplicación lineal sobreyectiva {\displaystyle F:Y\to X} de un espacio localmente convexo {\displaystyle Y} es casi abierta.[3]
  - Esto significa que por cada entorno {\displaystyle V} de 0 en {\displaystyle Y,} el cierre de {\displaystyle F(V)} es un entorno de 0 en {\displaystyle X.}
8. Si {\displaystyle \omega } es una topología localmente convexa en {\displaystyle X} tal que {\displaystyle (X,\omega )} tiene una base de entorno en el origen que consta de conjuntos cerrados {\displaystyle \tau }, entonces {\displaystyle \omega } es más débil que {\displaystyle \tau .}[3]

Si {\displaystyle X} es un espacio localmente convexo de Hausdorff, entonces esta lista puede ampliarse añadiendo:
1. Teorema de la gráfica cerrada: Cada operador lineal cerrado {\displaystyle F:X\to Y} en un espacio de Banach {\displaystyle Y} es continuo.[8]
  - Un operador lineal se llama cerrado si su grafo es un subconjunto cerrado de {\displaystyle X\times Y.}
2. Para cada subconjunto {\displaystyle A} del espacio dual continuo de {\displaystyle X,} las siguientes propiedades son equivalentes: {\displaystyle A} es[7]
  1.  equicontinuo; 
  2.  relativamente débilmente compacto; 
  3.  fuertemente acotado; 
  4.  débilmente acotado.
3. Las bases de entornos de 0 en {\displaystyle X} y las familias fundamentales de conjuntos acotados en {\displaystyle X_{\beta }^{\prime }} se corresponden entre sí por polaridad.[7]

Si {\displaystyle X} es un espacio vectorial topológico metrizable, entonces esta lista puede ampliarse añadiendo:
1. Para cualquier EVT metrizable completo {\displaystyle Y}, cada sucesión acotada puntualmente en {\displaystyle L(X;Y)} es equicontinua.[4]

Si {\displaystyle X} es un espacio vectorial topológico metrizable localmente convexo, entonces esta lista puede ampliarse añadiendo:
1. (Propiedad S
): La topología *débil en {\displaystyle X^{\prime }} es secuencialmente completa.[9]
2. (Propiedad C
): Cada subconjunto acotado *débil de {\displaystyle X^{\prime }} es {\displaystyle \sigma \left(X^{\prime },X\right)} relativo numerable compacto.[9]
3. (Barrilado 𝜎
): Cada subconjunto acotado *débil numerable de {\displaystyle X^{\prime }} es equicontinuo.[9]
4. (Tipo Baire
): {\displaystyle X} no es la unión de una sucesión creciente de discos densos en ninguna parte.[9]

## Ejemplos y condiciones suficientes
Cada uno de los siguientes espacios vectoriales topológicos tiene un espacio barrilado:
1. Los EVTs que son espacios de Baire.
  - En consecuencia, todo espacio vectorial topológico que sea exiguo en sí mismo es barrilado.
2. Espacios F, espacios de Fréchet, espacios de Banach y espacios de Hilbert.
  - Sin embargo, existen espacios vectoriales normados que no tienen barrilado. Por ejemplo, si {\displaystyle L^{p}}-space {\displaystyle L^{2}([0,1])} tiene topología como un subespacio de {\displaystyle L^{1}([0,1]),} entonces no está barrilado.
3. Los EVTs pseudometrizables y completos.[10]
  - En consecuencia, todo EVT de dimensión finita tiene un barrilado.
4. Espacios de Montel.
5. Espacios duales fuertes de espacios de Montel (ya que son necesariamente espacios de Montel).
6. Un espacio cuasi barrilado localmente convexo que también es un espacio σ-barrilado.[11]
7. Un espacio cuasi barrilado secuencialmente completo.
8. Un espacio cuasi completo de Hausdorff localmente convexo infrabarrilado.[3]
  - Un EVT se denomina cuasi completo si cada subconjunto cerrado y acotado está completo.
9. Un EVT con un subespacio vectorial denso y barrilado.[3]
  - Así, la terminación de un espacio barrilado es barrilado.
10. Un EVT localmente convexo de Hausdorff con un subespacio vectorial denso infrabarrilado.[3]
  - De este modo se completa la realización de un espacio localmente convexo de Hausdorff infrabarrilado.[3]
11. Un subespacio vectorial de un espacio barrilado que tiene codimensionalidad numerable.[3]
  - En particular, un subespacio vectorial codimensional finito de un espacio barrilado es barrilado.
12. Un EVT ultrabarrilado localmente convexo.[12]
13. Un EVT {\displaystyle X} localmente convexo de Hausdorff tal que cada subconjunto débilmente acotado de su espacio dual continuo es equicontinuo.[13]
14. Un EVT localmente convexo {\displaystyle X} tal que para cada espacio de Banach {\displaystyle B,} una aplicación lineal cerrada de {\displaystyle X} en {\displaystyle B} es necesariamente continua.[14]
15. Un producto de una familia de espacios barrilados.[15]
16. Una suma directa localmente convexa y el límite inductivo de una familia de espacios barrilados.[16]
17. Un cociente de un espacio barrilado.[17][16]
18. Un EVT aditivo acotado cuasi barrilado secuencialmente completo de Hausdorff.[18]
19. Un espacio reflexivo localmente convexo de Hausdorff tiene un barrilado.

### Contraejemplos
- Un espacio barrilado no tiene por qué ser de Montel, completo, metrizable, desordenado de tipo Baire, ni el límite inductivo de los espacios de Banach.
- No todos los espacios normados tienen barrilado. Sin embargo, todos son infrabarrilados.[3]
- Un subespacio cerrado de un espacio barrilado no es necesariamente cuasi barrilado numerable (y por lo tanto, no necesariamente barrilado).[19]
- Existe un subespacio vectorial denso del espacio barrilado de Fréchet {\displaystyle \mathbb {R} ^{\mathbb {N} }} que no es barrilado.[3]
- Existen EVTs localmente convexos completos que no tienen barrilado.[3]
- La topología localmente convexa más fina en un espacio vectorial de dimensión infinita es un espacio barrilado de Hausdorff que es un subconjunto exiguo de sí mismo (y por lo tanto, no es un espacio de Baire).[3]

## Propiedades de los espacios barrilados

### Generalización de Banach-Steinhaus
La importancia de los espacios barrilados se debe principalmente a los siguientes resultados:
| Teorema Sea {\displaystyle X} un EVT barrilado e {\displaystyle Y} un EVT localmente convexo. Sea {\displaystyle H} un subconjunto del espacio {\displaystyle L(X;Y)} de aplicaciones lineales continuas desde {\displaystyle X} hasta {\displaystyle Y}. Las siguientes declaraciones son equivalentes: 1. {\displaystyle H} está acotado para la topología de convergencia puntual; 2. {\displaystyle H} está acotado para la topología de convergencia acotada; 3. {\displaystyle H} es equicontinuo. |

El principio de acotación uniforme es un corolario del resultado anterior. Cuando el espacio vectorial {\displaystyle Y} consta de números complejos, entonces también se cumple la siguiente generalización:
| Teorema Si {\displaystyle X} es un EVT barrilado sobre los números complejos y {\displaystyle H} es un subconjunto del espacio dual continuo de {\displaystyle X}, entonces los siguientes enunciados son equivalentes: 1. {\displaystyle H} está débilmente acotado; 2. {\displaystyle H} está fuertemente acotado; 3. {\displaystyle H} es equicontinuo; 4. {\displaystyle H} es relativamente compacto en la topología dual débil. |

Recuérdese que una aplicación lineal {\displaystyle F:X\to Y} se llama cerrada si su grafo es un subconjunto cerrado de {\displaystyle X\times Y.}
| Teorema del grafo cerrado Cada operador lineal cerrado desde un EVT barrilado de Hausdorff a un EVT metrizable completo, es continuo. |

### Otras propiedades
- Cada espacio barrilado de Hausdorff es cuasi barrilado.[24]
- Una aplicación lineal desde un espacio barrilado a un espacio localmente convexo es casi continua.
- Una aplicación lineal desde un espacio localmente convexo sobre un espacio barrilado es casi abierta.
- Una aplicación bilineal separadamente continua de un producto de espacios barrilados a un espacio localmente convexo es hipocontinua.[25]
- Una aplicación lineal con un grafo cerrado desde un EVT barrilado hasta un EVT completo {\displaystyle B_{r}} es necesariamente continua.[14]